# Bùi Thị Trường
Bùi Thị Trường (1917–1988) là một nhà cách mạng Việt Nam.

## Cuộc đời
Bùi Thị Trường sinh năm 1917 ở khu vực xã Mỹ Hòa, quận Trà Ôn, tỉnh Cần Thơ, nay thuộc thị xã Bình Minh, tỉnh Vĩnh Long. Năm 1935, chịu ảnh hưởng từ tư tưởng yêu nước của sư Nhựt Quang, bà bắt đầu tham gia phong trào chống Pháp. Năm 1936, bà được kết nạp vào Đảng Cộng sản Đông Dương, là cán bộ Liên Tỉnh ủy Cần Thơ.
Cùng năm, bà cùng Nguyễn Văn Nhẫn (sư Nhựt Quang) và Chiêm Thị Ngó được Liên Tỉnh ủy điều động đến Thành Bạc Liêu để phát triển cơ sở. Từ năm 1936 đến 1938, bà đã thành lập được nhiều chi bộ cộng sản tại tỉnh Bạc Liêu.
Ngày 25 tháng 10 năm 1938, Hội nghị các tổ chức Đảng ở Bạc Liêu được Liên Tỉnh ủy tổ chức ở Lung Lá–Nhà Thể, với sự góp mặt của đại biểu ba quận Cà Mau, Giá Rai và Vĩnh Châu. Hội nghị đã bầu ra Ban Chấp hành lâm thời của Đảng bộ tỉnh Bạc Liêu gồm bảy Ủy viên do Bùi Thị Trường làm Bí thư, Trần Văn Đại làm Phó Bí thư, Nguyễn Tấn Khương làm Ủy viên Thường vụ.
Cuối năm 1938, bà được Liên Tỉnh ủy Cần Thơ cử đến tỉnh lỵ Vĩnh Long để hoạt động. Năm 1939, bà được bổ sung vào Tỉnh ủy lâm thời Sóc Trăng. Năm 1940, bà được Xứ ủy Nam Kỳ điều về xây dựng ở cơ sở ở Ô Cấp (Vũng Tàu).
Năm 1945, bà là Ủy viên Thị ủy Thị xã Cần Thơ, giữ chức vụ Phó Hội trưởng Hội Phụ nữ Cứu quốc tỉnh Cần Thơ. Năm 1948, bà được bầu vào Tỉnh ủy Sóc Trăng, phụ trách Bí thư Đảng đoàn Phụ nữ tỉnh. Năm 1950, bà được điều động về Khu 9 làm Phó Hội trưởng Hội Phụ nữ Khu 9.
Năm 1955, bà làm cán bộ Phụ nữ ở Quận 2 (Hà Nội). Năm 1957, bà được bầu làm Hội trưởng Hội Phụ nữ Quận 1. Năm 1960, được bầu làm Ủy viên Khu phố Hoàn Kiếm. Năm 1966, bà giữ chức vụ Bí thư Đảng ủy Bệnh viện B Nhi.
Bà nghỉ hưu năm 1981 và qua đời ngày 3 tháng 8 năm 1988.

## Vinh danh
- Huân chương Độc lập hạng Nhất
- Huân chương Kháng chiến hạng Nhất
- Huy hiệu Thành đồng Tổ quốc
- Huy hiệu 50 năm tuổi Đảng

Tên của bà được đặt cho một con đường ở thành phố Bạc Liêu, thị trấn Ngan Dừa (Hồng Dân) và thành phố Cà Mau.